# Irving Rubirosa
Irving Rubirosa Serrano (ur. 3 maja 1979 w mieście Meksyk) – meksykański piłkarz występujący na pozycji pomocnika, reprezentant Meksyku, trener piłkarski.

## Kariera klubowa
Rubirosa pochodzi ze stołecznego miasta Meksyk i jest wychowankiem tamtejszego klubu Atlante FC. Do pierwszej drużyny został włączony w wieku dziewiętnastu lat przez szkoleniowca Ángela Cappę, w meksykańskiej Primera División debiutując 7 lutego 1999 w wygranym 3:1 spotkaniu z Monterrey. Już cztery miesiące później – nie potrafiąc sobie wywalczyć miejsca w składzie – udał się na roczne wypożyczenie do drugoligowego CD Irapuato, gdzie niepodzielnie zdominował z drużyną rozgrywki Primera División A. Będąc głównie rezerwowym, triumfował z Irapuato zarówno w jesiennym sezonie Invierno 1999, jak i wiosennym Verano 2000, co zaowocowało awansem ekipy do najwyższej klasy rozgrywkowej. On sam zaraz po promocji powrócił jednak do Atlante, gdzie jeszcze przez półtora roku był głębokim rezerwowym. Dopiero po przyjściu do zespołu trenera Carlosa Reinoso został kluczowym piłkarzem ekipy, premierowego gola w pierwszej lidze zdobywając 2 lutego 2002 w przegranej 1:3 konfrontacji z Cruz Azul.
Wiosną 2004 Rubirosa został graczem klubu Jaguares de Chiapas z miasta Tuxtla Gutiérrez. Tam grał przez sześć miesięcy, po czym na zasadzie wypożyczenia dołączył do wyżej notowanej ekipy Monarcas Morelia – tam przez pierwsze pół roku regularnie pojawiał się na boiskach, po czym stracił miejsce w składzie. Od tamtego czasu rozpoczęła się równia pochyła w jego karierze; co prawda w jesiennym sezonie Apertura 2005 jako gracz Deportivo Toluca zdobył swoje jedyne mistrzostwo Meksyku (występował w tym zespole na półrocznym wypożyczeniu), lecz z powodu kontuzji ani razu nie pojawił się na boisku. Bezpośrednio po tym udał się na wypożyczenie do drugoligowego Club León, gdzie co prawda uzyskał szansę na częste występy, jednak po powrocie do Jaguares był wciąż alternatywnym zawodnikiem. W późniejszym czasie został wypożyczony do CF Monterrey, lecz przez pół roku grał tam wyłącznie w drugoligowych rezerwach, w dodatku sporadycznie.
Wiosną 2008 Rubirosa na zasadzie półrocznego wypożyczenia przeniósł się do ówczesnego mistrza drugiej ligi meksykańskiej – ekipy Indios de Ciudad Juárez. Wywalczył z nim pierwszy w historii klubu awans do pierwszej ligi, lecz sam pełnił tylko rolę głębokiego rezerwowego. Pozostał wobec tego na drugim szczeblu rozgrywkowym – zasilił drużynę Potros Chetumal (później Atlante UTN), będącą filią jego macierzystego Atlante. Tam spędził z kolei dwa lata, notując jednak przez ten czas zaledwie kilka występów. Po kilku latach niezdolności do złapania rytmu meczowego, w wieku 31 lat zdecydował się zakończyć profesjonalną karierę.

## Kariera reprezentacyjna
W seniorskiej reprezentacji Meksyku Rubirosa zadebiutował za kadencji selekcjonera Ricardo La Volpe, 30 kwietnia 2003 w zremisowanym 0:0 meczu towarzyskim z Brazylią. Ogółem swój bilans reprezentacyjny zamknął na pięciu spotkaniach (wszystkich sparingowych).

## Kariera trenerska
Po zakończeniu kariery Rubirosa podjął pracę jako trener juniorów w swoim macierzystym Atlante FC (mającego już siedzibę w Cancún). W sierpniu 2014 objął stanowisko szkoleniowca czwartoligowego klubu filialnego – Yalmakan FC, który prowadził bez większych osiągnięć przez kolejne siedem miesięcy. Niedługo potem został dyrektorem sportowym trzecioligowego zespołu Pioneros de Cancún, zaś w lutym 2016 został jego trenerem. Funkcję tę piastował z dobrymi wynikami do końca roku – na koniec dwóch sezonów zajął kolejno trzecie i pierwsze miejsce w tabeli – po czym zrezygnował ze stanowiska, przenosząc się do drugoligowego Alebrijes de Oaxaca.